# Чемпионат Европы по баскетболу 2017. Группа B
В этой статье представлено положение команд и результаты матчей в группе B предварительного раунда чемпионата Европы по баскетболу 2017. Состав группы был определён во время жеребьёвки 22 ноября 2016 в Стамбуле, Турция. В группе будут участвовать Украина, Израиль, Литва, Грузия, Италия и Германия. Команды сыграют друг с другом в один круг. Матчи группы пройдут с 31 августа по 6 сентября 2017 года во «Дворце Менора-Мивтахим» в Тель-Авиве, Израиль. Четыре лучшие команды выйдут в плей-офф.

## Положение команд
| Поз | Команда  | И | В | П | ОЗ  | ОП  | РО  | О | Квалификация |
| --- | -------- | - | - | - | --- | --- | --- | - | ------------ |
| 1   | Литва    | 5 | 4 | 1 | 426 | 359 | +67 | 9 | Плей-офф     |
| 2   | Германия | 5 | 3 | 2 | 355 | 346 | +9  | 8 | Плей-офф     |
| 3   | Италия   | 5 | 3 | 2 | 346 | 322 | +24 | 8 | Плей-офф     |
| 4   | Украина  | 5 | 2 | 3 | 367 | 392 | −25 | 7 | Плей-офф     |
| 5   | Грузия   | 5 | 2 | 3 | 415 | 393 | +22 | 7 |              |
| 6   | Израиль  | 5 | 1 | 4 | 358 | 429 | −71 | 6 |              |

1. 1 2  Германия 61–55 Италия
2. 1 2  Украина 88–81 Грузия

Время начала матчей дано по местному времени (UTC+3).

## Результаты матчей

### 1-й тур

#### Германия v Украина
| 31 августа 2017 15:45 | Отчёт | Германия                  | 75:63    | Украина             | Дворец Менора-Мивтахим, Тель-Авив Зрителей: 1,363 Судьи: Адемир Зурапович Саша Маричич Венцислав Великов |
| 31 августа 2017 15:45 | Отчёт | 9–16, 30–17, 19–14, 17–16 |          |                     | Дворец Менора-Мивтахим, Тель-Авив Зрителей: 1,363 Судьи: Адемир Зурапович Саша Маричич Венцислав Великов |
| 31 августа 2017 15:45 | Отчёт | Деннис Шрёдер 32          | Очки     | Александр Мишула 12 | Дворец Менора-Мивтахим, Тель-Авив Зрителей: 1,363 Судьи: Адемир Зурапович Саша Маричич Венцислав Великов |
| 31 августа 2017 15:45 | Отчёт | Даниель Тайс 8            | Подборы  | Александр Липовый 6 | Дворец Менора-Мивтахим, Тель-Авив Зрителей: 1,363 Судьи: Адемир Зурапович Саша Маричич Венцислав Великов |
| 31 августа 2017 15:45 | Отчёт | Деннис Шрёдер 7           | Передачи | Александр Липовый 7 | Дворец Менора-Мивтахим, Тель-Авив Зрителей: 1,363 Судьи: Адемир Зурапович Саша Маричич Венцислав Великов |

#### Литва v Грузия
| 31 августа 2017 18:30 | Отчёт | Литва                      | 77:79    | Грузия              | Дворец Менора-Мивтахим, Тель-Авив Зрителей: 2,088 Судьи: Леандро Лескано Мариус Чулин Йенер Йилмаз |
| 31 августа 2017 18:30 | Отчёт | 18–18, 21–16, 18–25, 20–20 |          |                     | Дворец Менора-Мивтахим, Тель-Авив Зрителей: 2,088 Судьи: Леандро Лескано Мариус Чулин Йенер Йилмаз |
| 31 августа 2017 18:30 | Отчёт | Миндаугас Кузминскас 18    | Очки     | Торнике Шенгелия 29 | Дворец Менора-Мивтахим, Тель-Авив Зрителей: 2,088 Судьи: Леандро Лескано Мариус Чулин Йенер Йилмаз |
| 31 августа 2017 18:30 | Отчёт | Йонас Валанчюнас 9         | Подборы  | Заза Пачулия 10     | Дворец Менора-Мивтахим, Тель-Авив Зрителей: 2,088 Судьи: Леандро Лескано Мариус Чулин Йенер Йилмаз |
| 31 августа 2017 18:30 | Отчёт | Мантас Калниетис 4         | Передачи | Майкл Диксон 7      | Дворец Менора-Мивтахим, Тель-Авив Зрителей: 2,088 Судьи: Леандро Лескано Мариус Чулин Йенер Йилмаз |

#### Италия v Израиль
| 31 августа 2017 21:30 | Отчёт | Италия                   | 69:48    | Израиль        | Дворец Менора-Мивтахим, Тель-Авив Зрителей: 9,347 Судьи: Висенте Бульто Хорхе Васкес Гентиан Цици |
| 31 августа 2017 21:30 | Отчёт | 21–15, 15–17, 15–9, 18–7 |          |                | Дворец Менора-Мивтахим, Тель-Авив Зрителей: 9,347 Судьи: Висенте Бульто Хорхе Васкес Гентиан Цици |
| 31 августа 2017 21:30 | Отчёт | Марко Белинелли 18       | Очки     | Омри Касспи 18 | Дворец Менора-Мивтахим, Тель-Авив Зрителей: 9,347 Судьи: Висенте Бульто Хорхе Васкес Гентиан Цици |
| 31 августа 2017 21:30 | Отчёт | Николо Мелли 10          | Подборы  | Омри Касспи 9  | Дворец Менора-Мивтахим, Тель-Авив Зрителей: 9,347 Судьи: Висенте Бульто Хорхе Васкес Гентиан Цици |
| 31 августа 2017 21:30 | Отчёт | Дэниел Хэккетт 5         | Передачи | Йогев Охайон 4 | Дворец Менора-Мивтахим, Тель-Авив Зрителей: 9,347 Судьи: Висенте Бульто Хорхе Васкес Гентиан Цици |

### 2-й тур

#### Грузия v Германия
| 2 сентября 2017 15:45 | Отчёт | Грузия                    | 57:67    | Германия         | Дворец Менора-Мивтахим, Тель-Авив Зрителей: 2,285 Судьи: Висенте Бульто Гентиан Цици Саша Маричич |
| 2 сентября 2017 15:45 | Отчёт | 19–19, 17–22, 16–14, 5–12 |          |                  | Дворец Менора-Мивтахим, Тель-Авив Зрителей: 2,285 Судьи: Висенте Бульто Гентиан Цици Саша Маричич |
| 2 сентября 2017 15:45 | Отчёт | Заза Пачулия 14           | Очки     | Деннис Шрёдер 23 | Дворец Менора-Мивтахим, Тель-Авив Зрителей: 2,285 Судьи: Висенте Бульто Гентиан Цици Саша Маричич |
| 2 сентября 2017 15:45 | Отчёт | Заза Пачулия 8            | Подборы  | Данило Бартель 7 | Дворец Менора-Мивтахим, Тель-Авив Зрителей: 2,285 Судьи: Висенте Бульто Гентиан Цици Саша Маричич |
| 2 сентября 2017 15:45 | Отчёт | Майкл Диксон 5            | Передачи | Маодо Ло 3       | Дворец Менора-Мивтахим, Тель-Авив Зрителей: 2,285 Судьи: Висенте Бульто Гентиан Цици Саша Маричич |

#### Украина v Италия
| 2 сентября 2017 18:30 | Отчёт | Украина                    | 66:78    | Италия             | Дворец Менора-Мивтахим, Тель-Авив Зрителей: 1,666 Судьи: Хорхе Васкес Мариус Чулин Зафер Йилмаз |
| 2 сентября 2017 18:30 | Отчёт | 19–16, 14–27, 15–16, 18–19 |          |                    | Дворец Менора-Мивтахим, Тель-Авив Зрителей: 1,666 Судьи: Хорхе Васкес Мариус Чулин Зафер Йилмаз |
| 2 сентября 2017 18:30 | Отчёт | Артём Пустовой 21          | Очки     | Марко Белинелли 26 | Дворец Менора-Мивтахим, Тель-Авив Зрителей: 1,666 Судьи: Хорхе Васкес Мариус Чулин Зафер Йилмаз |
| 2 сентября 2017 18:30 | Отчёт | Игорь Зайцев 8             | Подборы  | Дэниел Хэккетт 6   | Дворец Менора-Мивтахим, Тель-Авив Зрителей: 1,666 Судьи: Хорхе Васкес Мариус Чулин Зафер Йилмаз |
| 2 сентября 2017 18:30 | Отчёт | Денис Лукашов 6            | Передачи | Дэниел Хэккетт 7   | Дворец Менора-Мивтахим, Тель-Авив Зрителей: 1,666 Судьи: Хорхе Васкес Мариус Чулин Зафер Йилмаз |

#### Израиль v Литва
| 2 сентября 2017 21:30 | Отчёт | Израиль                    | 73:88    | Литва               | Дворец Менора-Мивтахим, Тель-Авив Зрителей: 9,926 Судьи: Леандро Лескано Радомир Войинович Адемир Зурапович |
| 2 сентября 2017 21:30 | Отчёт | 23–19, 14–19, 14–33, 22–17 |          |                     | Дворец Менора-Мивтахим, Тель-Авив Зрителей: 9,926 Судьи: Леандро Лескано Радомир Войинович Адемир Зурапович |
| 2 сентября 2017 21:30 | Отчёт | Ричард Хауэлл 20           | Очки     | Эдгарас Улановас 18 | Дворец Менора-Мивтахим, Тель-Авив Зрителей: 9,926 Судьи: Леандро Лескано Радомир Войинович Адемир Зурапович |
| 2 сентября 2017 21:30 | Отчёт | Омри Касспи 5              | Подборы  | Йонас Валанчюнас 10 | Дворец Менора-Мивтахим, Тель-Авив Зрителей: 9,926 Судьи: Леандро Лескано Радомир Войинович Адемир Зурапович |
| 2 сентября 2017 21:30 | Отчёт | Галь Мекель 4              | Передачи | Йонас Мачюлис 5     | Дворец Менора-Мивтахим, Тель-Авив Зрителей: 9,926 Судьи: Леандро Лескано Радомир Войинович Адемир Зурапович |

### 3-й тур

#### Грузия v Украина
| 3 сентября 2017 15:45 | Отчёт | Грузия                            | 81:88    | Украина           | Дворец Менора-Мивтахим, Тель-Авив Зрителей: 1,167 Судьи: Леандро Лескано Саша Маричич Радомир Войинович |
| 3 сентября 2017 15:45 | Отчёт | 20–21, 18–30, 25–16, 18–21        |          |                   | Дворец Менора-Мивтахим, Тель-Авив Зрителей: 1,167 Судьи: Леандро Лескано Саша Маричич Радомир Войинович |
| 3 сентября 2017 15:45 | Отчёт | Заза Пачулия, Гиорги Шермадини 17 | Очки     | Артём Пустовой 19 | Дворец Менора-Мивтахим, Тель-Авив Зрителей: 1,167 Судьи: Леандро Лескано Саша Маричич Радомир Войинович |
| 3 сентября 2017 15:45 | Отчёт | Заза Пачулия, Торнике Шенгелия 5  | Подборы  | Артём Пустовой 7  | Дворец Менора-Мивтахим, Тель-Авив Зрителей: 1,167 Судьи: Леандро Лескано Саша Маричич Радомир Войинович |
| 3 сентября 2017 15:45 | Отчёт | Торнике Шенгелия 7                | Передачи | Денис Лукашов 11  | Дворец Менора-Мивтахим, Тель-Авив Зрителей: 1,167 Судьи: Леандро Лескано Саша Маричич Радомир Войинович |

#### Литва v Италия
| 3 сентября 2017 18:30 | Отчёт | Литва                     | 78:73    | Италия           | Дворец Менора-Мивтахим, Тель-Авив Зрителей: 2,680 Судьи: Висенте Бульто Гентиан Цици Адемир Зурапович |
| 3 сентября 2017 18:30 | Отчёт | 23–23, 18–9, 16–17, 21–24 |          |                  | Дворец Менора-Мивтахим, Тель-Авив Зрителей: 2,680 Судьи: Висенте Бульто Гентиан Цици Адемир Зурапович |
| 3 сентября 2017 18:30 | Отчёт | Адас Юшкевичюс 20         | Очки     | Луиджи Датоме 24 | Дворец Менора-Мивтахим, Тель-Авив Зрителей: 2,680 Судьи: Висенте Бульто Гентиан Цици Адемир Зурапович |
| 3 сентября 2017 18:30 | Отчёт | Йонас Валанчюнас 8        | Подборы  | Марко Кузин 4    | Дворец Менора-Мивтахим, Тель-Авив Зрителей: 2,680 Судьи: Висенте Бульто Гентиан Цици Адемир Зурапович |
| 3 сентября 2017 18:30 | Отчёт | Мантас Калниетис 8        | Передачи | Ариэль Филлой 5  | Дворец Менора-Мивтахим, Тель-Авив Зрителей: 2,680 Судьи: Висенте Бульто Гентиан Цици Адемир Зурапович |

#### Германия v Израиль
| 3 сентября 2017 21:30 | Отчёт | Германия                   | 80:82    | Израиль          | Дворец Менора-Мивтахим, Тель-Авив Зрителей: 8,843 Судьи: Хорхе Васкес Венцислав Великов Йенер Йилмаз |
| 3 сентября 2017 21:30 | Отчёт | 18–23, 25–20, 26–14, 11–25 |          |                  | Дворец Менора-Мивтахим, Тель-Авив Зрителей: 8,843 Судьи: Хорхе Васкес Венцислав Великов Йенер Йилмаз |
| 3 сентября 2017 21:30 | Отчёт | Деннис Шрёдер 20           | Очки     | Ричард Хауэлл 23 | Дворец Менора-Мивтахим, Тель-Авив Зрителей: 8,843 Судьи: Хорхе Васкес Венцислав Великов Йенер Йилмаз |
| 3 сентября 2017 21:30 | Отчёт | Даниель Тайс 15            | Подборы  | Омри Касспи 11   | Дворец Менора-Мивтахим, Тель-Авив Зрителей: 8,843 Судьи: Хорхе Васкес Венцислав Великов Йенер Йилмаз |
| 3 сентября 2017 21:30 | Отчёт | Деннис Шрёдер 7            | Передачи | Галь Мекель 4    | Дворец Менора-Мивтахим, Тель-Авив Зрителей: 8,843 Судьи: Хорхе Васкес Венцислав Великов Йенер Йилмаз |

### 4-й тур

#### Украина v Литва
| 5 сентября 2017 15:45 | Отчёт | Украина                    | 62:94    | Литва               | Дворец Менора-Мивтахим, Тель-Авив Зрителей: 1,331 Судьи: Леандро Лескано Мариус Чулин Венцислав Великов |
| 5 сентября 2017 15:45 | Отчёт | 10–27, 20–17, 17–28, 15–22 |          |                     | Дворец Менора-Мивтахим, Тель-Авив Зрителей: 1,331 Судьи: Леандро Лескано Мариус Чулин Венцислав Великов |
| 5 сентября 2017 15:45 | Отчёт | Артём Пустовой 29          | Очки     | Йонас Валанчюнас 22 | Дворец Менора-Мивтахим, Тель-Авив Зрителей: 1,331 Судьи: Леандро Лескано Мариус Чулин Венцислав Великов |
| 5 сентября 2017 15:45 | Отчёт | Максим Корниенко 9         | Подборы  | Йонас Валанчюнас 14 | Дворец Менора-Мивтахим, Тель-Авив Зрителей: 1,331 Судьи: Леандро Лескано Мариус Чулин Венцислав Великов |
| 5 сентября 2017 15:45 | Отчёт | Александр Липовый 5        | Передачи | Мантас Калниетис 11 | Дворец Менора-Мивтахим, Тель-Авив Зрителей: 1,331 Судьи: Леандро Лескано Мариус Чулин Венцислав Великов |

#### Италия v Германия
| 5 сентября 2017 18:30 | Отчёт | Италия                             | 56:61    | Германия            | Дворец Менора-Мивтахим, Тель-Авив Зрителей: 2,250 Судьи: Висенте Бульто Саша Маричич Радомир Войинович |
| 5 сентября 2017 18:30 | Отчёт | 17–16, 12–13, 9–14, 17–18          |          |                     | Дворец Менора-Мивтахим, Тель-Авив Зрителей: 2,250 Судьи: Висенте Бульто Саша Маричич Радомир Войинович |
| 5 сентября 2017 18:30 | Отчёт | Ариэль Филлой 15                   | Очки     | Деннис Шрёдер 17    | Дворец Менора-Мивтахим, Тель-Авив Зрителей: 2,250 Судьи: Висенте Бульто Саша Маричич Радомир Войинович |
| 5 сентября 2017 18:30 | Отчёт | Луиджи Датоме 7                    | Подборы  | Йоханнес Фойгтман 7 | Дворец Менора-Мивтахим, Тель-Авив Зрителей: 2,250 Судьи: Висенте Бульто Саша Маричич Радомир Войинович |
| 5 сентября 2017 18:30 | Отчёт | Марко Белинелли, Николо Мелли по 2 | Передачи | Йоханнес Фойгтман 5 | Дворец Менора-Мивтахим, Тель-Авив Зрителей: 2,250 Судьи: Висенте Бульто Саша Маричич Радомир Войинович |

#### Израиль v Грузия
| 5 сентября 2017 21:30 | Отчёт | Израиль                          | 91:104 ОТ | Грузия              | Дворец Менора-Мивтахим, Тель-Авив Зрителей: 9,046 Судьи: Адемир Зурапович Йенер Йилмаз Радомир Войинович |
| 5 сентября 2017 21:30 | Отчёт | 22–21, 27–26, 21–20, 19–22, 2–15 |           |                     | Дворец Менора-Мивтахим, Тель-Авив Зрителей: 9,046 Судьи: Адемир Зурапович Йенер Йилмаз Радомир Войинович |
| 5 сентября 2017 21:30 | Отчёт | Галь Мекель 23                   | Очки      | Торнике Шенгелия 25 | Дворец Менора-Мивтахим, Тель-Авив Зрителей: 9,046 Судьи: Адемир Зурапович Йенер Йилмаз Радомир Войинович |
| 5 сентября 2017 21:30 | Отчёт | Омри Касспи 6                    | Подборы   | Торнике Шенгелия 19 | Дворец Менора-Мивтахим, Тель-Авив Зрителей: 9,046 Судьи: Адемир Зурапович Йенер Йилмаз Радомир Войинович |
| 5 сентября 2017 21:30 | Отчёт | Лиор Элияху 6                    | Передачи  | Майкл Диксон 7      | Дворец Менора-Мивтахим, Тель-Авив Зрителей: 9,046 Судьи: Адемир Зурапович Йенер Йилмаз Радомир Войинович |

### 5-й тур

#### Германия v Литва
| 6 сентября 2017 14:45 | Отчёт | Германия                   | 72:89    | Литва               | Дворец Менора-Мивтахим, Тель-Авив Зрителей: 1,680 Судьи: Висенте Бульто Гентиан Цици Адемир Зурапович |
| 6 сентября 2017 14:45 | Отчёт | 19–23, 24–24, 17–25, 12–17 |          |                     | Дворец Менора-Мивтахим, Тель-Авив Зрителей: 1,680 Судьи: Висенте Бульто Гентиан Цици Адемир Зурапович |
| 6 сентября 2017 14:45 | Отчёт | Деннис Шрёдер 26           | Очки     | Йонас Валанчюнас 27 | Дворец Менора-Мивтахим, Тель-Авив Зрителей: 1,680 Судьи: Висенте Бульто Гентиан Цици Адемир Зурапович |
| 6 сентября 2017 14:45 | Отчёт | Карстен Тадда 8            | Подборы  | Йонас Валанчюнас 15 | Дворец Менора-Мивтахим, Тель-Авив Зрителей: 1,680 Судьи: Висенте Бульто Гентиан Цици Адемир Зурапович |
| 6 сентября 2017 14:45 | Отчёт | Карстен Тадда 6            | Передачи | Мантас Калниетис 9  | Дворец Менора-Мивтахим, Тель-Авив Зрителей: 1,680 Судьи: Висенте Бульто Гентиан Цици Адемир Зурапович |

#### Грузия v Италия
| 6 сентября 2017 17:30 | Отчёт | Грузия                     | 69:71    | Италия                            | Дворец Менора-Мивтахим, Тель-Авив Зрителей: 1,746 Судьи: Хорхе Васкес Саша Маричич Радомир Войинович |
| 6 сентября 2017 17:30 | Отчёт | 10–27, 20–11, 17–20, 22–13 |          |                                   | Дворец Менора-Мивтахим, Тель-Авив Зрителей: 1,746 Судьи: Хорхе Васкес Саша Маричич Радомир Войинович |
| 6 сентября 2017 17:30 | Отчёт | Майкл Диксон 29            | Очки     | Марко Белинелли 15                | Дворец Менора-Мивтахим, Тель-Авив Зрителей: 1,746 Судьи: Хорхе Васкес Саша Маричич Радомир Войинович |
| 6 сентября 2017 17:30 | Отчёт | Заза Пачулия 15            | Подборы  | Пьетро Арадори, Марко Кузин по 7  | Дворец Менора-Мивтахим, Тель-Авив Зрителей: 1,746 Судьи: Хорхе Васкес Саша Маричич Радомир Войинович |
| 6 сентября 2017 17:30 | Отчёт | Три игрока по 2            | Передачи | Луиджи Датоме, Ариэль Филлой по 4 | Дворец Менора-Мивтахим, Тель-Авив Зрителей: 1,746 Судьи: Хорхе Васкес Саша Маричич Радомир Войинович |

#### Израиль v Украина
| 6 сентября 2017 20:45 | Отчёт | Израиль                    | 64:88    | Украина                               | Дворец Менора-Мивтахим, Тель-Авив Зрителей: 5,036 Судьи: Леандро Лескано Мариус Чулин Йенер Йилмаз |
| 6 сентября 2017 20:45 | Отчёт | 16–19, 12–27, 11–25, 25–17 |          |                                       | Дворец Менора-Мивтахим, Тель-Авив Зрителей: 5,036 Судьи: Леандро Лескано Мариус Чулин Йенер Йилмаз |
| 6 сентября 2017 20:45 | Отчёт | Лиор Элияху 12             | Очки     | Вячеслав Кравцов 7                    | Дворец Менора-Мивтахим, Тель-Авив Зрителей: 5,036 Судьи: Леандро Лескано Мариус Чулин Йенер Йилмаз |
| 6 сентября 2017 20:45 | Отчёт | Лиор Элияху 5              | Подборы  | Вячеслав Кравцов, Артём Пустовой по 7 | Дворец Менора-Мивтахим, Тель-Авив Зрителей: 5,036 Судьи: Леандро Лескано Мариус Чулин Йенер Йилмаз |
| 6 сентября 2017 20:45 | Отчёт | Лиор Элияху 6              | Передачи | Денис Лукашов 7                       | Дворец Менора-Мивтахим, Тель-Авив Зрителей: 5,036 Судьи: Леандро Лескано Мариус Чулин Йенер Йилмаз |